# Вестник ЦИК, СНК и СТО СССР
Вестник ЦИК, СНК и СТО СССР — официальное периодическое издание Центрального Исполнительного Комитета, его Президиума, Совета Народных Комиссаров СССР и Совета Труда и Обороны СССР, в котором публиковались нормативные акты верховных органов государственной власти и управления СССР с 1923 по 1924 год.
Вестник был учрежден 27 июля 1923 года постановлением Президиума ЦИК СССР. Он стал вторым по счету после «Известий» официальным изданием для опубликования общесоюзных актов.
Выпуск Вестника прекращён с 22 августа 1924 года. Начиная с этого времени новым официальным печатным органом для опубликования декретов и постановлений ЦИК, Совнаркома СССР и СТО СССР стало издание «Собрание законов и распоряжений Рабоче-Крестьянского Правительства Союза ССР».